# Léon de Bethune
Baron Léon Marie Joseph Sidoine Corneille de Bethune (Aalst, 7 juli 1864 - Aalst, 28 september 1907) was een Belgisch diplomaat, schepen van Aalst en volksvertegenwoordiger.

## Biografie

### Familie
Leo Maria Josephus Sidoine Cornelius Bethune zoals zijn volledige geboortenaam luidt ( "De/de Bethune" sinds 26 maart 1904 na rechterlijk vonnis door de rechtbank van eerste Aanleg te Dendermonde) was de derde van de zeven kinderen van senator Paul de Bethune (1830-1901) en van Adelaïde Eliaert (1835-1896). Hij trouwde met Anne David-Fischbach Malacord (1864-1920). Ze kregen zes dochters en twee zoons:
- Anne-Marie de Bethune (1886-1918), huwde met burggraaf Joseph de Biolley (1877-1941). Ze kregen drie dochters.
- Léonie de Bethune (1887-1966), huwde met Auguste Oldenhove de Guertechin (1899-1955). Ze kregen elf kinderen, met afstammelingen tot heden.
- Ghislaine de Bethune (1889-1969), huwde met jhr. Raymond Lippens (1875-1964). Ze kregen twee zonen, Philippe Lippens en Léon Lippens, met afstammelingen tot heden.
- Paule de Bethune (1890-1968), huwde met Edmond Terlinden (1884-1925), majoor. Ze kregen vier kinderen, met afstammelingen tot heden.
- Claire de Bethune (1892-1974), huwde met Fernand David de Lossy (1894-1983), burgemeester van Flawinne, lid van de Hoge Jachtraad. Ze kregen vijf kinderen, met afstammelingen tot heden.
- Robert de Bethune (1894-1953), huwde met barones Suzanne de Jamblinne de Meux (1901-1978). Ze kregen twee dochters, met afstammelingen tot heden.
- Jacques de Bethune (1897-1922)
- Marie-Antoinette de Bethune (1900-1902)

Alleen Robert de Bethune had nakomelingen-naamdragers. Het ging echter om twee dochters, zodat deze familietak uitstierf.

### Carrière
De Bethune promoveerde aan de Katholieke Universiteit Leuven tot doctor in de wijsbegeerte en letteren (1884) en doctor in de rechten (1886). Hij was aanvankelijk diplomaat, maar slechts voor een korte periode, die hij beëindigde als ambassadesecretaris. Vanaf het einde van de jaren 1880 kwam hij permanent in het ouderlijk kasteel van Overhamme in Aalst wonen. In 1895 werd hij gemeenteraadslid van Aalst en in 1896 schepen van deze stad, een ambt dat hij uitoefende tot aan zijn dood. 
In 1898 werd hij verkozen tot katholiek volksvertegenwoordiger voor het arrondissement Aalst. Hij was de collega in het parlement van de Aalstenaars Charles Woeste (parlementslid van 1874 tot 1922), priester Adolf Daens (parlementslid van 1894 tot 1898) en diens broer Pieter Daens (parlementslid van 1902 tot 1904). Hij bleef ook dit mandaat uitoefenen tot aan zijn dood. Na hem werd zijn broer Louis-Marie de Bethune volksvertegenwoordiger.
In Aalst werd hij lid van de kerkfabriek van de Sint-Martinuskerk en voorzitter van de Werkliedenbond, de kring 'De Vriendschap' en de kring 'Eenheid'. Hij was begaan om de lokale nijverheid, onder meer om de hopkweek.

### Congo
De Bethune interesseerde zich voor de ontwikkeling van de Onafhankelijke Congostaat en publiceerde studies over de strijd tegen de slavenhandel, de katholieke missies in Afrika en de wijze waarop het initiatief van koning Leopold II in de Britse publieke opinie werd beoordeeld.
Hij werd van nabij betrokken bij het bestuur van de Onafhankelijke Vrijstraat. Van 1890 tot 1898 was hij secretaris van de Hoge Raad van Congo-Vrijstaat en van 1899 tot aan zijn dood was hij er raadsheer. Hij bereidde mee de overdracht aan de Belgische Staat om Belgisch-Congo te worden voor.
In 1897 was hij commissaris-generaal van de grote Congo-expositie die plaatsvond in Tervuren.

## Publicaties
- L'enseignement de la philosophie thomiste à l'Université catholique de Louvain, Leuven, Peeters, 1887.
- Les puissances européennes et la traite des nègres depuis le Congrès de Berlin, Brussel, Mommens, 1889.
- Les missions catholiques d'Afrique, Brugge, De Brouwer, 1889.
- Un tribunal de première instance à Alost, Aalst, Van de Putte-Goossens, 1893.
- 'L'Etat Indépendant du Congo et l'opinion anglaise', in: Revue générale, 1903.
- De hopkwestie voor de Kamer van volksvertegenwoordigers, Aalst, Van de Putte-Goossens, 1903.
- 'Le débat sur le Congo en Angleterre', in: Revue générale, 1903.
- 'Le baron d'Anethan, d'après sa correspondance', in: Revue générale, 1904.
- 'L'élection du premier Roi des Belges', in: Revue génarale, 1905.